# Ogród Polny
Ogród Polny – park miejski w Krakowie, znajdujący się w Dzielnicy XV Mistrzejowice, we wschodniej części osiedla Piastów, w rejonie ulicy Popielidów. Został zrealizowany jako jeden z tzw. „Ogrodów Krakowian – parków kieszonkowych” na obszarze o powierzchni 0,3 ha.

## Charakterystyka
Park został założony w latach 2018–2019 na obszarze dotąd niezagospodarowanym. Jego koncepcja opracowana została na podstawie formuły łąk kwietnych, zakładanych w Krakowie przez zarządcę zieleni od kilku lat przed założeniem parku w różnych częściach miasta. W związku z tym we florze ogrodu dominują rośliny zielne, m.in.: w różnych odmianach aster, krwawnik, mak, również chaber białawy, dzielżan jesienny, kuklik szkarłatny, kupidynek błękitny, omieg wschodni, ostnica cienkolistna, pysznogłówka szkarłatna, słoneczniczek szorstki, szałwia łąkowa, ślaz piżmowy, trzcinnik ostrokwiatowy i zawciąg szerokolistny. W drzewostanie założenia dominują klony polne, robinie akacjowe i sosny zwyczajne.
Wśród elementów infrastruktury parku znajdują się m.in. ażurowa pergola, ławki, leżaki, kosze na śmieci, gra na pieńku, stół do gry w szachy, urządzenia do zabaw w kształcie owadów, urządzenia do ćwiczeń, stojaki rowerowe i tablice informacyjne. Nawierzchnie alejek wykonano w przeważającej części z płyt betonowych, miejscami z płyt tarasowych i płyt drewnianych.

## Galeria

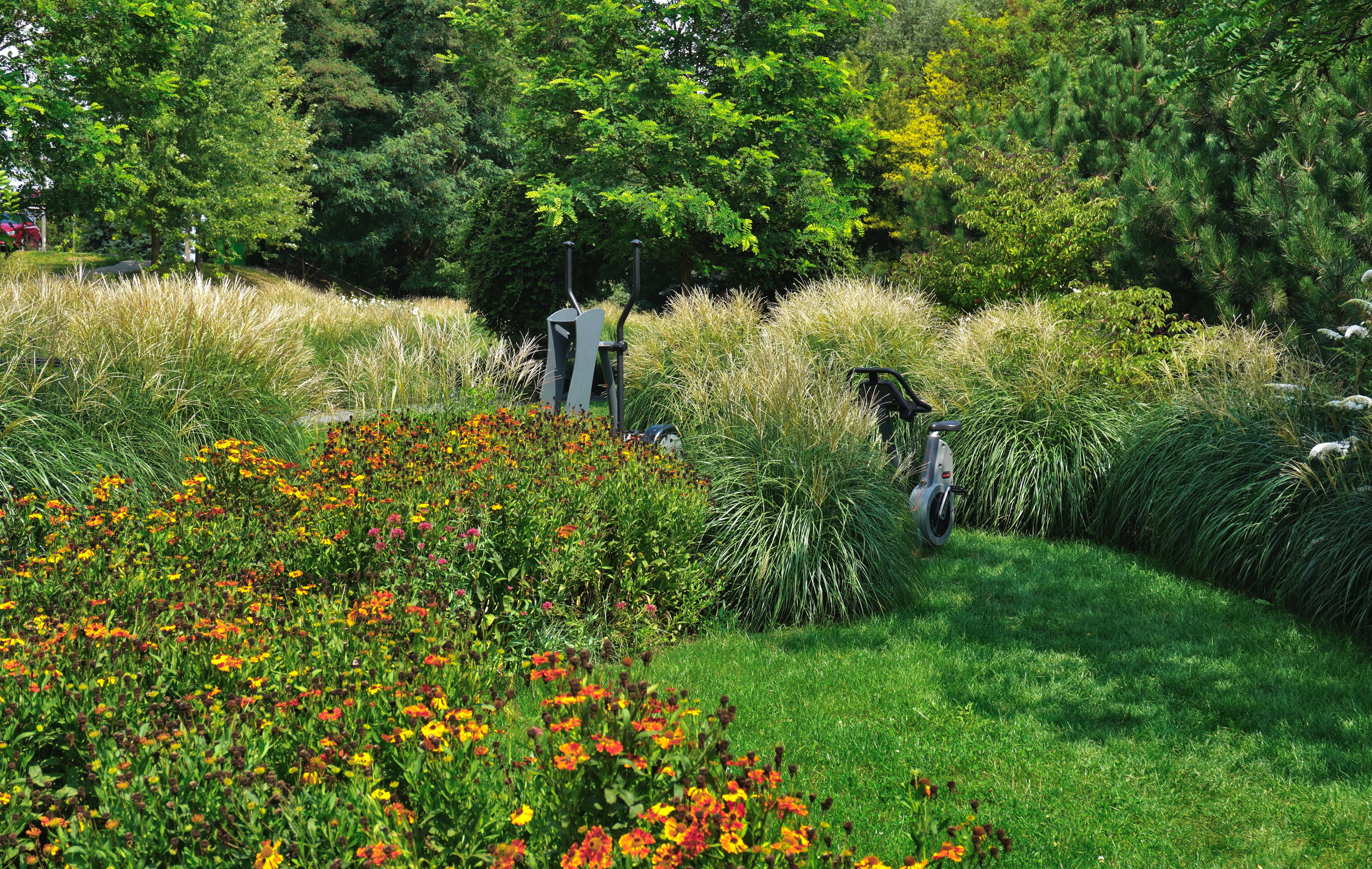
Rabaty i urządzenia do ćwiczeń
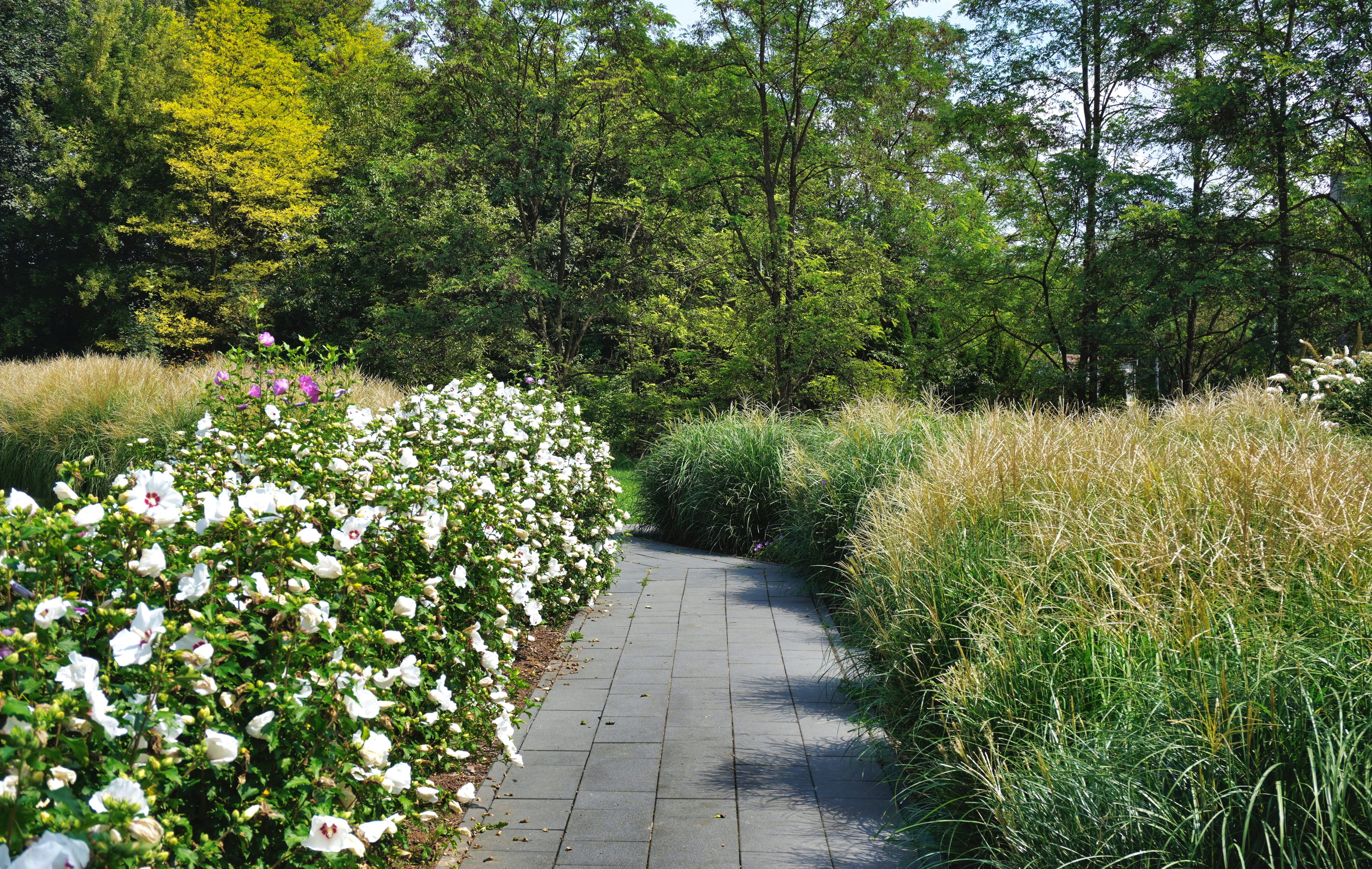
Ogólny widok, alejka w parku
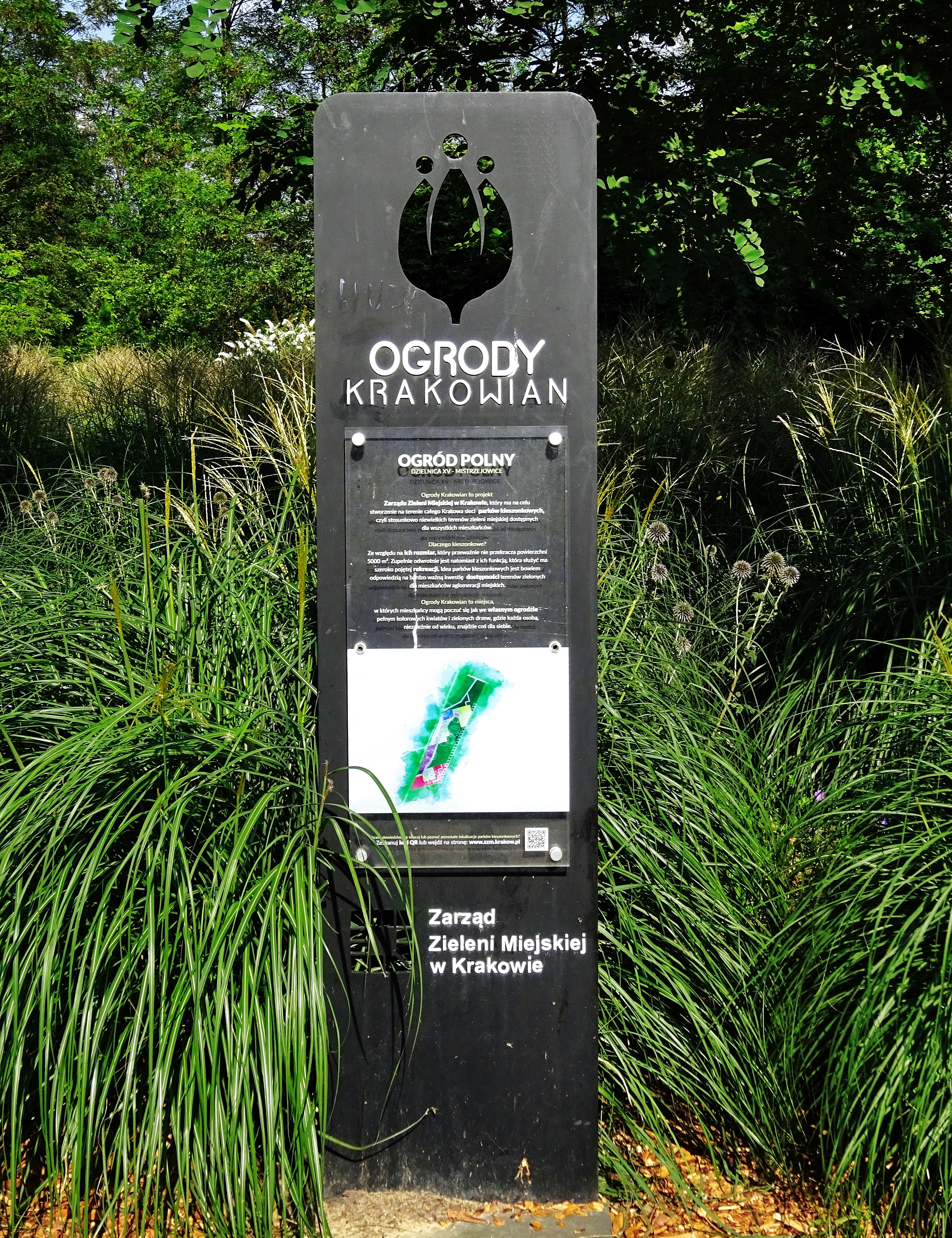
Tablica informacyjna